# Stephen Meadows
Stephen Meadows (Atlanta, 4 novembre 1950) è un attore statunitense.

## Carriera
È apparso in film e prodotti televisivi come The End of Innocence, Ultraviolet, Detective coi tacchi a spillo, Santa Barbara e Una vita da vivere. Lavora anche come architetto.

## Vita privata
Dal 1991 al 2005 è stato sposato con Leeza Gibbons. Dal matrimonio hanno avuto due figli.

## Filmografia parziale

### Cinema
- Gli occhi della notte (Wait Until Dark), regia di Terence Young (1990)
- Detective coi tacchi a spillo (V.I. Warshawski), regia di Jeff Kanew (1991)
- Party di capodanno (When the Party's Over), regia di Matthew Irmas (1992)
- L.A. Law - Avvocati a Los Angeles (L.A. Law) – serie TV, un episodio (1994)
- La signora in giallo (Murder, She Wrote) – serie TV, episodio 11x07 (1994)

### Televisione
- Santa Barbara – serie TV, 125 episodi (1984-1986)
- Una vita da vivere (One Life to Live) – serie TV, 9 episodi (1987)
- Matlock – serie TV, un episodio (1990)
- L'ispettore Tibbs (In the Heat of the Night) – serie TV, un episodio (1990)

## Doppiatori italiani
Nelle versioni in italiano delle opere in cui ha recitato, Stephen Meadows è stato doppiato da:
- Marcello Cortese in Santa Barbara (1ª voce)
- Fabrizio Pucci in Santa Barbara (2ª voce)
- Claudio Capone in Detective coi tacchi a spillo
- Wladimiro Grana in Party di Capodanno
- Fabrizio Temperini in Senza papà
- Marco Balbi in Dr. Quinn - Il film